# Riantec
Riantec (en bretó Rianteg) és un municipi francès, situat a la regió de Bretanya, al departament d'Ar Mor-Bihan. L'any 2006 tenia 5.016 habitants. Limita amb Port-Louis i Locmiquelic a l'oest, amb Kervignac al nord i amb Merlevenez i Plouhinec a l'est. Al sud, la península de Gâvres protegeix Riantec de l'oceà Atlàntic.

## Demografia
| 1962                                       | 1968  | 1975  | 1982  | 1990  | 1999  |  |
| ------------------------------------------ | ----- | ----- | ----- | ----- | ----- |  |
| 4.121                                      | 4.126 | 4.128 | 4.615 | 4.846 | 4.765 |  |
| Des de 1962: població sense dobles comptes |       |       |       |       |       |  |

## Administració
| Període   | Identitat       | Partit |
| --------- | --------------- | ------ |
| 1989-2001 | Roger Keraudran |        |
| 2001-2008 | Marc Roberdel   |        |
| 2008-     | Michel Le Gall  |        |